# Караваев, Иван Петрович
Иван Петрович Караваев (1846—1921) — мастер гипсового литья, известный прежде всего в связи с дымковской игрушкой. Лауреат серебряной медали Казанской научно-промышленной выставки 1890 года.

## Биография
Родился в 1846 году в слободе Дымково, города Вятка в семье сезонных рабочих — штукатуров. О первых годах своей работы Иван Петрович вспоминал следующее:

«Все в нашем роду, начиная с прадеда и кончая мной были штукатурами. С 12 лет я начал работать наравне со взрослыми и к 16 годам работал уже самостоятельно — стоял на стенке, делал глади и тянул карнизы. Жили не важно: что летом прирабатывали, то за зиму проедали. Когда я был уже 18-летним парнем, мне пришло в голову из алебастра делать игрушки. Первое время я вылепил из глины несколько „поток“ (птичек) и по ним отлил из гипса формы, а в формах уже стал делать детские игрушки. Игрушки выходили очень хорошие. Раскрашивал я их частично: у животных — ушки, глазки да мордочки. В остальном игрушки оставлял белыми»
Этот промысел, начатый в 1840 году, приносит Ивану Петровичу успех. Первые формы для отливки он делает самостоятельно, на основе глиняных фигурок, позже он начинает использовать готовые формы, купленные за границей. Новому ремеслу он обучил своих родственников — брата жены К. И. Исупова и А. Ф. Пестова и И. С. Мартынова, приходившихся ему зятьями. Мужчины занимались формовкой изделий, а их жёны (Л. Н. Исупова, А. И. Пестова) — раскрасчицами.

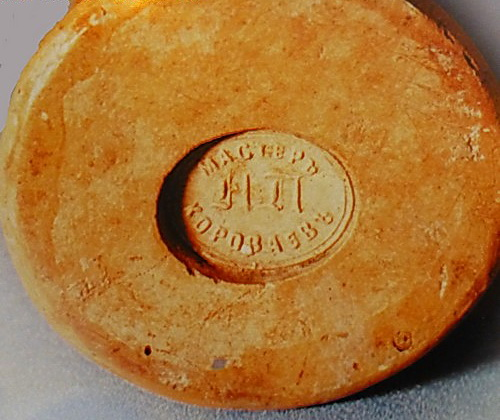
Печать Мастер И. П. Караваев

В 1888 года была напечатана[где?], заметка, полностью посвященная гипсовой мастерской Караваева, рассказывающая и о дымковском игрушечном промысле в целом.
В 1890 году на Казанской научно-промышленной выставке, где был организован целый отдел вятских кустарных промыслов Караваев получает серебряную медаль «за правильное изготовление гипсовых жанровых фигур и отличную окраску их». Кроме работ мастерской Караваева там экспонировались глиняные игрушки трех мастериц: Натальи Антоновны Микулиной, Авдотьи Андреевны Швецовой и Аграфены Тимофеевны Лаженицыной.
В 1894 году он также получает медаль нижегородской ярмарки.
После революции Караваева хотели раскулачить, однако вятский художник Алексей Иванович Деньшин пишет письмо в Москву, где доказывает что Иван Петрович занимается самостоятельной кустарной деятельностью и не использует наёмный труд. Впрочем, в книгах, посвящённых дымковской мастерице Анне Афанасьевне Мезриной, снимавшей у Караваевых флигель, он описан как классический кулак-эксплуататор.
Неграмотный Караваев за свою жизнь создал до 12 000 форм для отливки различных художественных и наглядных учебных пособий из гипса. В число их входили: типы и расы различных народностей, художественные фигуры — «Рахиль», «Ревека», «Соломея», «Мефистофель», «Геркулес», бюсты великих ученых, поэтов, композиторов, гоголевские и горьковские типы, коллекции домашних животных, зверей, птиц, орнаменты для рисования и многое другое.

## Семья
Внуки Ивана Караваева — Василий и Владимир Мартыновы изготавливали обелиски, стоящие в различных районах Кировской области. В частности их работой является постамент под танк Т-34, стоящий на Октябрьском проспекте города Кирова.

## Судьба промысла
Начатое Иваном Петровичем производство было продолжено сначала в Ждановском райпромкомбинате, а затем в Дымковском отделении Кировской фабрики игрушек. Часть работ Караева в настоящее время экспонируется в музее Кировской фабрики игрушек «Весна».